# Veenhuizen (Noordenveld)
Veenhuizen est un village situé dans la commune néerlandaise de Noordenveld, dans la province de Drenthe. Le 1er janvier 2008, le village comptait 1 319 habitants.